# Saint-Marcel-d'Urfé
Saint-Marcel-d'Urfé é uma comuna francesa na região administrativa de Auvérnia-Ródano-Alpes, no departamento de Loire. Estende-se por uma área de 13,92 km². Em 2010 a comuna tinha 294 habitantes (densidade: 21,1 hab./km²).